# Japonaria takakuwai
Japonaria takakuwai är en mångfotingart som beskrevs av Wataru Shinohara 1957. Japonaria takakuwai ingår i släktet Japonaria och familjen Xystodesmidae. Inga underarter finns listade i Catalogue of Life.